# Mark Jenkins

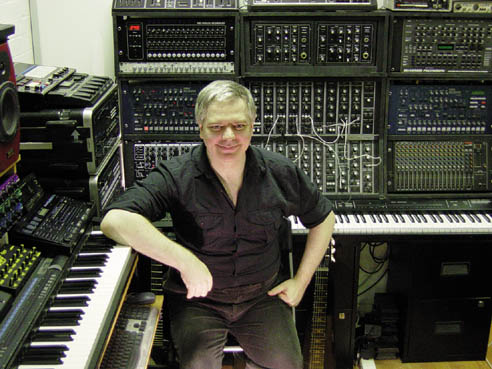
Mark Jenkins

Mark Jenkins (Wales, 1960) is een Brits musicus gespecialiseerd in elektronische muziek, met name uit het analoge tijdperk en de overgang naar het digitale tijdperk. Jenkins treedt geregeld op maar schrijft en componeert ook voor computerspelletjes, films en theaterproducties. Voor zijn muziek laat hij zich inspireren door Mike Oldfield en Tangerine Dream.

## Biografie
Hij studeerde aan de Universiteit van Leicester en verkreeg daar een Honours Degree in Engelse literatuur, filosofie, psychologie en wetenschapsgeschiedenis. Al tijdens zijn studie begon hij met musiceren in de studio’s van de universiteit. Tegelijkertijd besprak hij nieuwe apparatuur die op de markt kwam, waaronder MIDI en Prophet 600, in het blad Electronics and Music Maker. Hij werd ook de technische man bij de bladen Electronic Soundmaker en Melody Maker. In 1985 richtte hij zijn eigen platenlabel AMP Records op, alleen bestemd voor elektronische muziek van hemzelf en derden. Artikelen van zijn hand over die niche werden gepubliceerd in bladen als International Musician, Music Technology, Studio Sound en Music Week. 

## Discografie
- The visitor (1984)
- Analog Archives (1986; opnamen uit de periode 1982-1985 met allemaal analoge synthesizers)
- Space dreams (1990)
- Thunder at Midnight (1992)
- Mexico Rising (1994)
- Space Dreams 2 (1996)
- Moog Meditations (1998)
- Sequencer Loops (2003)
- Sequencer Loops 2 (2004)
- If the world were turned on its head, we would walk among the stars (2005)
- Live with Damo Suzuki at the Queen Elizabeth Hall (2005)
- Live in the USA (2006)
- This Island Earth (2007)
- Ghosts of Mars; Something Dancing in the Darkness (2008)
- The Ceremony of Innocence; with Arthur Brown, White Noise and Alquimia (2009)
- The iPad Album (2010)
- Ex1gene (2012)
- Change of cosmic address: New Music In Tribute to Edgar Froese (met Chris Jenkins) (2015)
- Mike Oldfield's Tubular Bells for the Moog Synthesizer (2017)
- Influences (2018)
- Krautnoise; 1st (2019/2024); eerbetoon aan Krautrock opgedragen aan Klaus Dinger, Thomas Dinger, Dieter Moebius en Florian Fricke
- Perpetual Music Vol. 1 (2019)
- New Inventions for Electric Guitar (2019)
- with the London Synthesizer Orchestra; Synths Strike Bach (2020)
- Cellistica: 1st Flight (met. Hannah Chappell, cello) (2020)
- Tangerine dream: 50 YEARS (cover & pastiche versie) (2020)
- Cellistica (2022, heruitgave)
- 3-body problem (2024), samenwerking met Hervé Picart (OSE);
- Foucault's pendulum (2024); samenwerking met Hervé Picart (OSE); centraal thema de pendule van Léon Foucault; album opgedragen aan Dominique Perrier uit de band van Jean-Michel Jarre
- 1984 (2024), samenwerking met Hervé Picart (OSE)

### The visitor
The visitor is een album dat in 1984 werd uitgegeven op zijn platenlabel AMP, maar dan alleen op muziekcassette. Voor beginnend artiest was de compact disc budgettair niet haalbaar, zeker binnen de kleine niche van de elektronische muziek. Opnamen vonden plaats in de thuisstudio van Mark Shreeve, ook al musicus binnen de elektronische muziek. Shreeve is de horen op de track Katmandu, net als Jason Martz die er zijn stem en akoestische gitaar aan gaf. Het album, dat voornamelijk klinkt met apparatuur uit de jaren 70 en 80 werd in 2021 als compact disc beschikbaar. Centraal thema op het conceptalbum is het bezoek van buitenaardsen, die gevolgd worden tijdens hun bezoek aan diverse plekken op Aarde: 
- Tracks: 1: The visitor (5:34), 2: Budapest/Peking (6:36 met Miriam Rodell), 3: London (4:21), 4: Istanbul (4:42, met stem van Jola Kozak, tekst uit The Rubaiyat of Omar Khayyam), 5: Ballymena (4:20, deels gebaseerd op muziek van The Chieftains en The Bothy Band), 6: Katmandu (6;24), 7: Osaka (4:34, inspiratie van Yellow Magic Orchestra), 8: The visit (8:12, inspiratie was gitaarsolo van Edgar Froese tijdens Thieftoer.)

### Space dreams
Space dreams is een album geheel gewijd aan apparatuur van Roland Corporation In zijn Unicorn Studio was Jenkins vooral in de weer met de Roland JD-800. Het album werd eerst uitgebracht op muziekcassette, in 1993 gevolgd door compact disc, werd onder meer verkocht via het London Science Museum.
- Tracks (soms verwijzend naar de programma's op JD-800): 1: Millennium (4:49), 2: Swimotion (4:41), 3: Star driving (5:07), 4: Planetarium (4:47), 5: Sun chaser (4:47), 6: Spun glass (3:09), 7: Pianissimo (1:45), 8: Aurora borealis (4:41), 9: Ming dynasty (3:30, 10: iceman (4:44), 11: Harlequin (3:42), 12: invocation (3:44), 13: pan galactic (3:37), 14 (Hearts of space (3:54), 15: Space dreams & sequencers (8:32, liveopnamen)

### If the world were turned on its head
Het werd opgenomen in 2005 in zijn eigen Unicorn Studios. Het werd in datzelfde jaar uitgebracht als cd-r. Nadruk ligt bij de minimoog. Het jaar daarvoor had Jenkins een ontmoeting met Robert Moog. In 2022 bracht Jenkins het opnieuw uit op cd. 
Het album kent drie lange tracks: 1: titeltrack (25:30), 2: I have known the void (15:31) en 3: Nutty puppet mayhem (14:14). 

### Tubular Bells for the Moog Synthesizer
In 2017 bracht Jenkins een album uit geheel gewijd aan Tubular Bells van Mike Oldfield. Jenkins voerde het gehele werk uit uitsluitend op Moog-synthesizers, waaronder ook de minimoog. het album werd uitgebracht naar aanleiding van het 45-jarig bestaan van het originele album. Jenkins nam het op in zijn Unicorn Studio, maar bracht het in 2019 ook naar het Blue Orange Theater in Birmingham. Medewerkenden waren Maggie Sand (zang), David Gate (grotman) en Steve Jolliffe (master of ceremonies). Tracks: 1: Tubular Bells (part 1, 26:15), 2: Tubular Bells (part 2, 21:37) en Hornpipes (3:10).

### Cellistica
Cellista, first flight is een samenwerking met celliste Hannah Chappell met bijdragen van Stella Maedschen en Mark O'Malley (zang). Het zijn bewerkingen van zowel klassieke muziek als rockmusick met werk van onder meer Camille Saint-Saëns (De zwaan), Gary Numan, Philip Glass, Billie Eilish (No Time to Die) en Pink Floyd (Comfortably Numb). De heruitgave bevat opnamen uit de periode 2019-2022. 

### Modular sessions
Vanaf 2021 bracht Jenkins een aantal albums uit onder de titel Modular sessions bestaande uit live improvisaties, bewerkt en met overdubs, waarbij hij al dan niet samenwerkte met musici uit de elektronische muziek. Ze werden uitgegeven in een oplage van 100 stuks:
- Modular sessions 1: Galactic visions (2021) ; gebruikte apparatuur onder meer Korg, Technics, Midi en Roland, medewerking van Bert Hülshoff (pseudoniem Frozen Light) (gitaar en synt), Harvé Picart, Steve Jolliffe (fluit) en Baffo Banfi; Vijf tracks met totaal 53 minuten.
- Modular sessions 2: cosmic tales (2022); opnamen uit 2020/2021 met Bert Hülshoff, John Chrstian en Hannah Chappell (cello) met één track Journey thru the 7th galaxy van 41:32.
- Modular sessions 3: Wavestate (2022); 53 minuten muziek, geïnspireerd op de Large Hadron Collider van CERN en grotendeels ingespeeld met het Korg Wavestation en verder de Kurzweill 2500X. Dieter Nieland speelt drums op het album.
- Modular sessions 4: Kronos (2022); 62 minuten muziek, Kronos verwijst naar Korg Kronos en Kronos (één der Titanen) en Chronos (God van de tijd); suite voor synthesizers waaronder Korg Wavestation en Kurzweill 2500X in twaalf delen; opnieuw medewerking van drummer Dieter Nieland; opnamen april-juni 2021.
- Modular sessions 5: Brave new world (2022); 61 minuten muziek; hij werkte samen met Bernd-Michael Land, Gilda Razani (theremin), Bill Vermette, Dulce Joya, Michael Brückner, Rüdiger Gleisberg en Miss Adrenalina; titels verwijzen naar sciencefictionuitingen etc., zoals Brave new world, 2001: A Space Odyssey en Babylon 5.
- Modular sessions α (2022), bonusdisc met muziek met gebruik van Logic-X en Arturia Matrixbrute etc.
- Modular sessions 6: In the steps of four masters, eerbetoon aan de pioniers van de elektronische muziek Edgar Froese (track An encore), Jean-Michel Jarre (track Band in the spring), Klaus Schulze (track Caress the technology) en Vangelis (track Farewell), aangevuld met twee bonustracks; drie van de vier waren kort voor de opnamen overleden (alleen Jarre leefde nog).
- Modular sessions 7: Les femmes electroniques (2022); 72 minuten muziek; samenwerking met vrouwelijke musici binnen de elektronische muziek: Anna-Maria Van Reusel, Machka, Stephanie Sante, Ami-Bique, Moonya, Gilda Razani, Fulya Çelikel, Kim Cosmik, Athena Fairchaild en Lia Shapiro; track 1 The sands of Arrakis verwijst naar de Duinboeken van Frank Herbert
- Modular sessions 8: Planetary fantasies (2022, 75 minuten), is een sciencefictionalbum, waarbij Jenkins vertelt dat hij die muziek terugvond in een brochure over ruimtereizen uit het jaar 2234. De brochure verwijst naar “grootse bespelers van de synthesizer”: Vangelis, Barbara Thompson, Richard Wright (bandlid Pink Floyd) en Lyle Mays (bandlid van Pat Metheny). Jenkins wordt ondersteund door de relatief minder bekendere Ken Martin, Gert Blokzijl, Peter Beasly, Cable for Cloud en Paul Wiffen
- Modular sessions 9: In the mouth of madness (2022), 68 minuten, geïmproviseerde elektronische muziek met synthesizer, sequencer etc. In samenwerking met Dieter Nieland en de Argentijn Ernesto Romeo (sequencer 5); titel gebaseerd op de film In the Mouth of Madness van John Carpenter. Tra ck 3 (12:27) A ballad of Bedlam met veel invloeden van Klaus Schulze (improvisaties over drones en sequencers) verwijst naar A ballad of Beldam van Geoffrey Chaucer ("O, Lady wake! The azure moon is rippling in the verdant skies").
- Modular sessions 10: Rise of the robots (2022) ; grotendeels geïmproviseerde elektronische muziek met synthesizers, sequencers, drummachines en vocoder met medewerking van Dieter Nieland; thema opstand van de robots; instrumentarium onder meer de Novation Nova en Korg Triton;[1]
- Modular sessions β (2022), bonusdisc met muziek; registratie van livestream "Morphic resonance" op 10 september 2022; volgens Jenkins grotendeels gebaseerd op In Memoriam KS en Modula sessions 6.
- Modular sessions 11: The spirit of Heldon (2022); eerbetoon aan Richard Pinhas van Heldon; opnieuw samenwerking met Dieter Nieland (1,5 en 9), Jean-Paul le Fou (moog 1,5 en 10), Hervé Picart (arpeggio etc 4) en een bonustrack van Pinhas zelf.
- Modular sessions 12: Live in the USA, part 1: opnamen van delen van concerten in de planetaria in Philadelphia en Pittsburgh (2005) aangevuld met studiowerk (2022), medewerkenden Chris Mandram, Mark Mahoney, Michael Peck, Dean Stiglitz en Bill Fox.
- Modular sessions 13: Artemis: opnamen met Wolfram Spyra, Trancieve, TamiX, Joe Paradiso, Mystic Frequenceis en MIDI Bitch (Gateway to Mars); tevens te horen een toespraak van John F. Kennedy.
- Modular sessions 14: The illimitable time before: opnamen met Martyn Greenwood, Hyberus, Hannah Chappell en Noam Chomsky; basis vormt uitspraak van keizer Marcus Aurelius ("geluk kan alleen bereikt worden door dingen die je niet kan bereiken los te laten")
- Modular sessions 15: Battle of the robots (2023) met medewerking van Olivier Briand, Gert Emmens (Robots on the midnight watch), Arend Westra en Gilda Razani
- Modular sessions gamma (2023): bonusdisc, twee livesets uit de periode dat Jenkins werkte met de I-pad; in deze soundscapes concerts speelde hij ook enkele fragmenten uit het werk van Tangerine Dream Vermillion sands, Going west en Horizon
- Modular sessions 16: Where no-one has gone before (2023): gewijd aan Star Trek: The Original Series: opnamen met Arend Westra, Volker Rapp, Fritz Mayr, Mark Vail, Tobias Becker, Wolfram Spyra en Thaneco; tracks hebben titels als The deserts of Vulcan en Qapla' - A Klingon Warrior
- Modular sessions 17: Perpetual music (2023): één lange track van 78:56 volgespeeld door Jenkins alleen op virtual synthesizers
- Modular sessions 18: Moving images (2023): voornamelijk volgespeeld met de Nova synthesizer en de Zaquencer; muziek gebaseerd op indrukken uit films, zoals No time to die en Terminator
- Modular sessions 19: Live in the USA, disk 2 (2023); opnamen dateren van 2005 meest in samenwerking met Howard Moscowitz; in nummer Some Garrisongs stonden de musici stil bij het overlijden van Michael Garrison een jaar eerder.
- Modular sessions 20: Superhero landing (2023); opnamen dateren uit 2023 en zijn gerelateerd aan superhelden uit films zoals Aquaman, The Punisher en Scarlet Witch; meerdere musici begeleidden Jenkins op dit album.
- Modular sessions 21: Planet of the robots (2023); opnamen dateren uit 2023; het is een vervolg op de delen 10 en 15, meerdere musici begeleidden Jenkins voornamelijk bezig met zijn Korg Kronos, op dit album
- Modular sessions 22: Chasing the dream (2023); eerbetoon aan Tangerine Dream.
- Modular sessions 23: The ipad sessions (2023); heruitgave van het album The iPad album, dat hier aangevuld werd met drie extra tracks waaronder het thema van Star Wars van John Williams
- Modular sessions 24: Perry Rhodan (2025); Jenkins bleef met nr 25 uit de serie bij sciencefiction, in dit geval het verhaal The radiant dome over de "held" Perry Rhodan; er werd onder meer samengewerkt met Michael Brückner van P'Faun

## Publicaties
- Analog synthesizers (2019, 2e druk)
- IPad Music (2012)
- Tangerine Dream: 50 Years, The ultimate critical discography (ZyXyZ Books, 2020)
- Klaus Schulze: 50 Years, The ultimate critical discography (ZyXyZ Books, 2020)
- Kraftwerk: 50 Years, The ultimate critical discography (ZyXyZ Books, 2020)